# Anoplogynopsis
Anoplogynopsis is een geslacht van hooiwagens uit de familie Gonyleptidae.
De wetenschappelijke naam Anoplogynopsis is voor het eerst geldig gepubliceerd door H. Soares in 1966. 

## Soorten
Anoplogynopsis is monotypisch en omvat slechts de volgende soort:
- Anoplogynopsis concolor